# Birdseye
Birdseye é uma cidade  localizada no estado americano de Indiana, no Condado de Dubois.

## Demografia
Segundo o censo americano de 2000, a sua população era de 465 habitantes. 
Em 2006, foi estimada uma população de 472, um aumento de 7 (1.5%).

## Geografia
De acordo com o United States Census Bureau tem uma área de 
1,7 km², dos quais 1,7 km² cobertos por terra e 0,0 km² cobertos por água. Birdseye localiza-se a aproximadamente 220 m acima do nível do mar.

## Localidades na vizinhança
O diagrama seguinte representa as localidades num raio de 28 km ao redor de Birdseye. 